# パワーアップ (企業)
株式会社パワーアップは、愛媛県松山市に本社を置く企業。全国に飲食店を展開している。

## 沿革
- 1997年12月 - 「有限会社パワーアップ」（本社:愛媛県松山市大街道）設立し、「元祖にんにくや」を愛媛県松山市に出店。
- 1999年12月 - 九州地区ショッピングセンター内第1号店を大分県大分市に出店。
- 2001年
  - 6月 - 四国地区内ショッピングセンター内第1号店を愛媛県新居浜市に出店。
  - 11月 - 関東地区第1号店を神奈川県大和市に出店。
- 2002年
  - 9月 - 北陸地区第1号店を富山県高岡市に出店。
  - 10月 - 関西地区第1号店を兵庫県伊丹市に出店。
- 2003年
  - 6月 - 東海地区第1号店を愛知県名古屋市熱田区に出店。
  - 8月 - 東北地区第1号店を岩手県盛岡市に出店。
  - 9月 - 「株式会社パワーアップ」に組織変更。
- 2004年
  - 2月 - 愛媛県松山市三番町に本社機能を移転。
  - 3月 - 中国地区第1号店を広島県安芸郡府中町に出店。
  - 9月 - 愛媛県松山市三番町に本店を移転。
  - 11月 - フードコート店「にんにん」1号店を兵庫県西宮市に出店。
- 2005年4月 - 北海道地区第1号店を北海道苫小牧市に出店。
- 2006年
  - 3月 - 東京都内第1号店を東京都葛飾区に出店。
  - 4月 - 甲信地区第1号店を岐阜県本巣市に出店。
  - 7月13日 - 大阪証券取引所ヘラクレス市場上場。レストラン「まかない亭」1号店を奈良県生駒市に出店。
- 2007年7月 - レストラン「神戸洋食亭北野グリル」1号店を岐阜県各務原市に出店。
- 2008年11月 - 和食レストラン「味噌汁や」1号店を群馬県伊勢崎市に出店。
- 2009年6月9日 - マネジメント・バイアウト（MBO）により、上場廃止。
- 2010年9月 - カジュアルイタリアン「PIZZA&PASTA DAL PONTE」1号店を神奈川県相模原市に出店。
- 2011年5月 - イタリア料理「vi vi Verde｣を大阪府大阪市に出店。2019年9月閉店。
- 2012年11月 - カジュアルイタリアン「Provence」を北海道札幌市に出店。
- 2013年3月 - カジュアルイタリアン「EAT ALIA」1号店を東京都武蔵村山市に出店。

## 経営店舗
- 元祖にんにくや
- まかない亭
- 北野グリル
- 味噌汁や